# Centaurea debdouensis
Centaurea debdouensis — вид квіткових рослин айстрових (Asteraceae). Ендемік: Марокко.

## Морфологічна характеристика
Напівкущик 20–35 см. Листки сіро запушені, до 2 см, перисторозсічені, сегменти 3 пари, до 5 мм, стеблові листки сидячі, цілокраї, до 1 см. Квіткові голови численні, кінцеві, поодинокі. Квітки трояндові. Квітне влітку.

## Середовище
Населяє кам'янисті луки.